# Jan Kanty Pytel
Jan Kanty Pytel (ur. 4 września 1928 w Budzyniu, zm. 21 listopada 2019 w Poznaniu) – profesor doktor habilitowany, polski naukowiec i duchowny katolicki, teolog specjalizujący się w naukach biblijnych.

## Życiorys
Święcenia kapłańskie otrzymał w 1954 z rąk biskupa Franciszka Jedwabskiego. Po studiach na Katolickim Uniwersytecie Lubelskim doktoryzował się w 1961. W 1975 habilitował się na Akademii Teologii Katolickiej na podstawie monografii o gościnności w Piśmie Świętym. Był wykładowcą Wydziału Teologicznego Uniwersytetu im. Adama Mickiewicza. W latach 1981–1987 był dziekanem (przedtem prodziekanem) Papieskiego Wydziału Teologicznego w Poznaniu (dziś WT UAM).
Od 2002 był prezesem Stowarzyszenia imienia Romana Brandstaettera, wydał też w 2008 swój przekład Apokalipsy Św. Jana. W 2019 r. Minister Kultury i Dziedzictwa Narodowego przyznał mu odznakę honorową „Zasłużonego dla Kultury Polskiej”.